# Szolnok vármegye

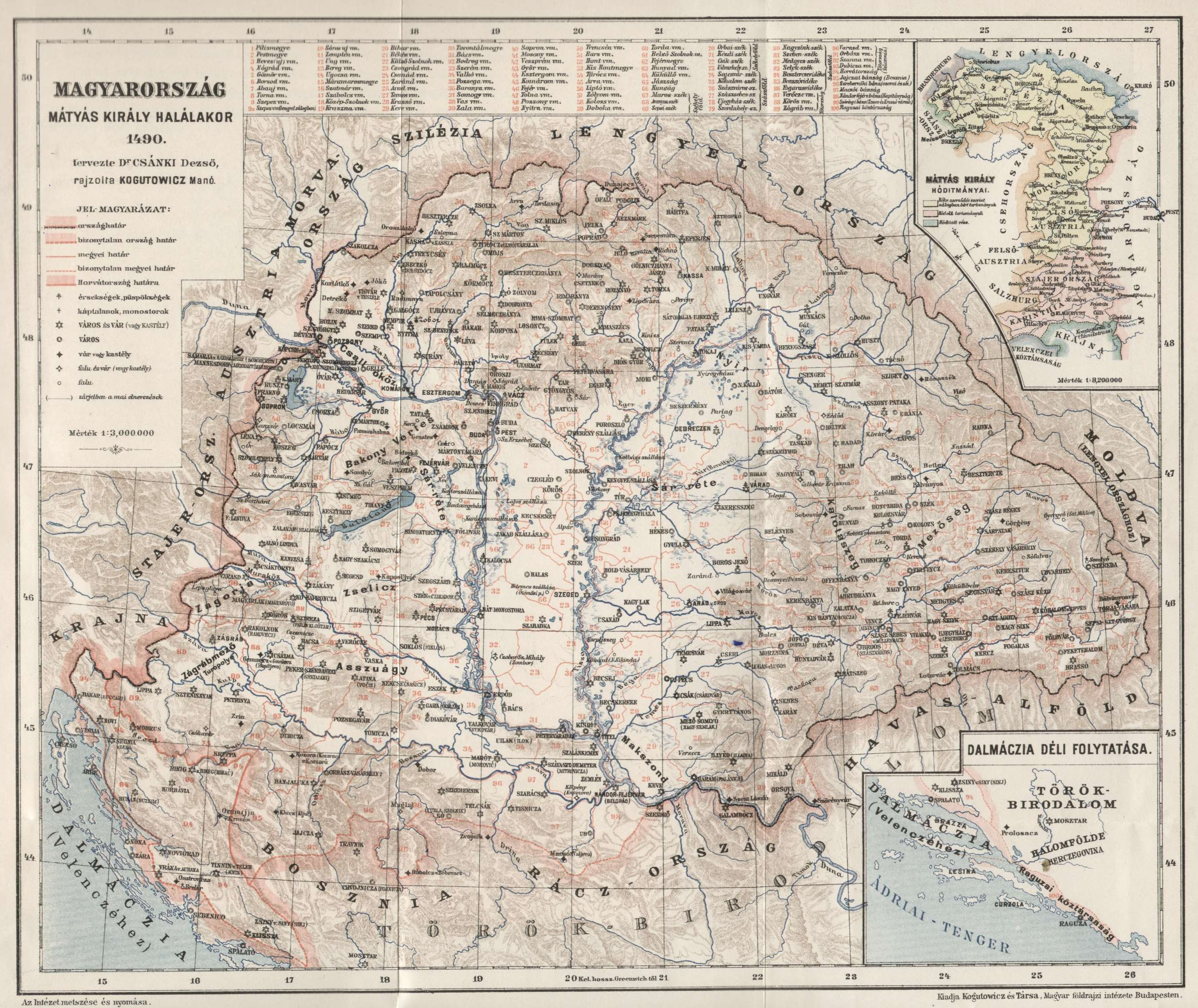
Csánki Dezső–Kogutowicz Manó: Magyarország Mátyás király halálakor

Szolnok vármegyét Szent István király hozta létre a királyi vármegyerendszer megszervezése idején Szolnok központtal. Várbirtokrendszere hamarosan kelet felé terjeszkedni kezdett, s a megye ezután két, nem összefüggő tömbből állt, az eredeti, később Külső-Szolnok vármegyének nevezett, valamint a Közép-Szolnok vármegye és Belső-Szolnok vármegye által alkotott tömbből. A megye ispánja először 1143-ban jelenik meg az oklevelekben, akinek tisztsége 1263-tól összekapcsolódott az erdélyi vajda tisztségével. Várszervezetéből ismerjük a curialis comest, a hadnagyot, a várjobbágyokat, a várhospeseket, a várnépeket.
A 14-15. század fordulójára vált véglegessé, hogy a nyugati részt nevezik Külsőnek és a keletit Belsőnek. Utóbbi a 15. század elején tovább szakadt Közép- és Belső-Szolnokra. 1441-ben elvált egymástól az erdélyi vajdai és a szolnoki ispáni cím. Belső-Szolnok vármegye ekkor lett Erdély része. A nemesi vármegye mindhárom megyében kialakult, főesperesség viszont csak kettő jött létre, a Váci, illetve az Erdélyi egyházmegyében.